# La Laguna (östra Siltepec kommun)
La Laguna är en ort i Mexiko.   Den ligger i kommunen Siltepec och delstaten Chiapas, i den sydöstra delen av landet, 800 km sydost om huvudstaden Mexico City. La Laguna ligger 1 639 meter över havet och antalet invånare är 469.
Terrängen runt La Laguna är bergig åt sydost, men åt nordväst är den kuperad. Runt La Laguna är det ganska tätbefolkat, med 83 invånare per kvadratkilometer. Närmaste större samhälle är El Porvenir de Velasco Suárez, 12,4 km sydost om La Laguna. I omgivningarna runt La Laguna växer i huvudsak städsegrön lövskog.